# Blepharita compitalis
Blepharita compitalis är en fjärilsart som beskrevs av Max Wilhelm Karl Draudt 1909. Blepharita compitalis ingår i släktet Blepharita och familjen nattflyn. Inga underarter finns listade i Catalogue of Life.